# Azovmelléki-hátság
Az Azovmelléki-hátság (ukránul: Приазовська височина, Priazovszka viszocsina) hátság Ukrajna délkeleti részén, északra fekszik az Azovi-tengertől. Közigazgatásilag a Donecki területet és a Zaporizzsjai területet fedi le. Északon a Dnyepermelléki-alföld, északkeleten a Donyeci-hátság, nyugaton a Fekete-tengermelléki-alföld határolja, keleten és délen pedig az Azovmelléki-alföld. Átlagmagassága 200–300 méter, legmagasabb pontja a Belmak-Mohila-hegy 326 méterrel. A folyók helyenként kanyonokat vágnak a felszínébe, 100–150 méter mélyen. Jellemző az erózió és a karsztosodás. Főleg gránit, gneisz, szienitek, migmatitok, kaolinit és lösz alkotja. A vidéken számos ősi sírhalom található.